# رشد سلول
واژهٔ رشد یاخته در زمینه‌های رشد تکاملی یاخته و تقسیم یاخته به کار می‌رود. 
هنگامی‌که واژهٔ رشد یاخته را در زمینهٔ تقسیم یاخته به کار می‌برند، برمی‌گردد به رشد جمعیت یاخته که در آن یک یاخته (یاختهٔ مادر) رشد می‌کند و تقسیم می‌شود و دو یاخته (یاخته‌های دختری) را پدید می‌آورد.
هنگامی‌که واژهٔ رشد یاخته در زمینهٔ رشد تکاملی یاخته به کار می‌رود، برمی‌گردد به افزایش درون‌یاخته، اندامک‌های آن و ماده‌های ژنتیکی آن پیش از اینکه تقسیم یاخته انجام پذیرد.